# Campionato croato di calcio a 5 2002-2003
Il Campionato croato di calcio a 5 2002-2003 è stato il dodicesimo campionato croato di calcio a 5. Si è svolto con la formula del girone unico ed ha visto trionfare per la quarta volta il MNK Split per l'occasione denominato Split Gašperov.

## Classifica finale
| Pos | Squadra               | Pti | G  | V  | N | P  | GF  | GS  |
| --- | --------------------- | --- | -- | -- | - | -- | --- | --- |
| 1   | Split Gašperov        | 56  | 22 | 18 | 2 | 2  | 132 | 54  |
| 2   | Petar-Rauch           | 49  | 22 | 16 | 1 | 5  | 93  | 53  |
| 3   | MNK Uspinjača Zagreb  | 42  | 22 | 13 | 3 | 6  | 106 | 76  |
| 4   | MNK Orkan Zagreb      | 42  | 22 | 13 | 3 | 6  | 117 | 91  |
| 5   | Croatia Perković      | 39  | 22 | 12 | 3 | 7  | 90  | 75  |
| 6   | Square Dubrovnik      | 36  | 22 | 12 | 0 | 10 | 96  | 100 |
| 7   | Split Ship Management | 29  | 22 | 9  | 2 | 11 | 100 | 115 |
| 8   | Petrinjčica           | 24  | 22 | 8  | 0 | 14 | 114 | 120 |
| 9   | Porto Tolero          | 24  | 22 | 7  | 3 | 12 | 99  | 117 |
| 10  | BBS Novi Marof        | 22  | 22 | 7  | 1 | 14 | 103 | 123 |
| 11  | Sokoli                | 13  | 22 | 4  | 1 | 17 | 91  | 154 |
| 12  | Osijek                | 9   | 22 | 2  | 3 | 17 | 57  | 120 |